# لیکویو (کالیفرنیا)
لیکویو (به انگلیسی: Lakeview) یک منطقهٔ مسکونی در ایالات متحده آمریکا است که در شهرستان ریورساید، کالیفرنیا واقع شده‌است. لیکویو ۸٫۴۴۳ کیلومتر مربع مساحت و ۲٬۱۰۴ نفر جمعیت دارد و ۴۴۲ متر بالاتر از سطح دریا واقع شده‌است.